# Santiago Rodríguez Herrero
Santiago Rodríguez Herrero (Valladolid ¿1843?, Valladolid, 1903) fue un maestro de obras español que, al menos, trabajó en Valladolid durante las últimas décadas del siglo XIX y los primeros años del XX. Realizó numerosos proyectos de nueva planta de edificios de vivienda, así como reformas.  

## Biografía
Cursó los estudios de Maestro de Obras en la Escuela de Bellas Artes de Valladolid, superando el examen de reválida en julio de 1864.
A finales de la década de los sesenta, hasta 1869, Rodríguez Herrero ocupó el puesto de Director de Arbolados del Ayuntamiento de Valladolid.
Prácticamente nada sabemos sobre él hasta 1882, fecha en que comenzó a trabajar como Ayudante primero facultativo del Arquitecto Municipal de Valladolid, hasta 1895.
Desde finales de los años ochenta, Rodríguez Herrero llevó a cabo algunos ejemplo paradigmáticos de la arquitectura vallisoletana de fin de siglo. Además, se encargó de la dirección de las obras de la Casa Mantilla (1891), obra del arquitecto Julio Saracíbar. 

## Estilo
Su trabajo como proyectista de arquitectura doméstica, fundamentalmente, se basa en un eclecticismo de base clasicista, de influencia francesa y con toques neomedievales. También desarrolló una arquitectura basada en fachadas de ladrillo prensado al descubierto que programan una decoración basada en la diferente disposición de las unidades de ladrillo.  

## Obras[1][2]
- Hotel en la calle prolongación de la del Duque de la Victoria (1888)
- Calle Calle Santa María, 7, c/v a la calle Alcalleres (1890)
- Antiguos números 4 y 5 de la calle Pasión (1893)
- Calle Miguel Íscar, 8 (1896)